# コアフォント
マイクロソフトのコアフォント (Core fonts for the Web)は、マイクロソフトによるインターネット用の標準フォントのパックである。Internet Explorerに付属するほか、コアフォント単独での再配布も行われている。
2007年8月2日（米国時間）、マイクロソフトとAppleとの間でのフォントに関するライセンスの更新によって、最新のコアフォントを使用すると発表された。

## 一覧

Andale Mono
Arial
Arial Black
Comic Sans MS
Courier New
Georgia
Impact
Times New Roman
Trebuchet MS
Verdana
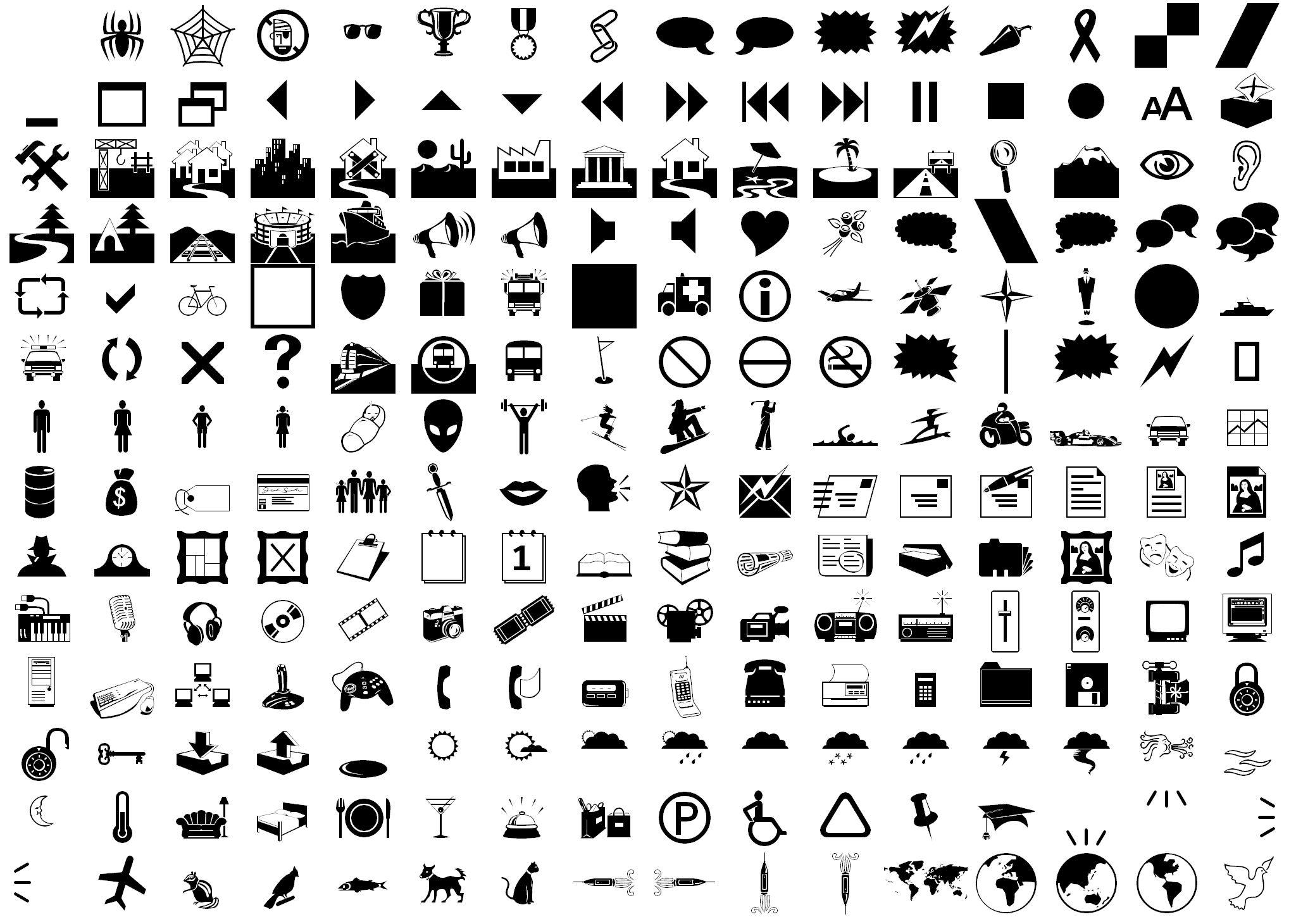
Webdings